# Voulton
Voulton település Franciaországban, Seine-et-Marne megyében. Lakosainak száma 298 fő (2022. január 1.). Voulton Rouilly, Augers-en-Brie, Beauchery-Saint-Martin, Courchamp, Léchelle, Rupéreux, Saint-Brice, Saint-Hilliers és Villiers-Saint-Georges községekkel határos.

## Népesség
A település népessége az elmúlt években az alábbi módon változott:
| Lakosok száma | 301  | 312  | 329  | 317  | 316  | 316  | 310  | 304  | 298  |
|               | 2013 | 2015 | 2016 | 2017 | 2018 | 2019 | 2020 | 2021 | 2022 |